# Ottó Hellmich
Miksa Ottó Hellmich (* 6. April 1874 in Berlin, Deutsches Reich; † 2. Juli 1937 in Budapest) war ein ungarischer Turner.

## Erfolge
Ottó Hellmich nahm 1912 an den Olympischen Spielen in Stockholm teil und gehörte bei diesen zur ungarischen Turnriege im Mannschaftsmehrkampf. Dabei traten insgesamt fünf Mannschaften an, die aus 16 bis 40 Turnern bestanden und während des einstündigen Wettkampfs gleichzeitig antreten mussten. Bewertet wurden neben der Ausführung der Übungen an den Geräten auch das Verlassen und der Wechsel der Geräte sowie der Einmarsch zu Beginn. Am Ende wurden anhand eines Durchschnittswerts der einzelnen Nationen die Abschlussplatzierungen ermittelt. Neben den Ungarn traten auch Turnriegen aus Italien, Großbritannien, dem Deutschen Reich und Luxemburg an. Mit 53,15 Punkten setzten sich die Italiener gegen ihre Konkurrenten durch. Die Ungarn erzielten indes 45,45 Punkte und belegten damit vor den drittplatzierten Briten mit 36,90 Punkten den zweiten Platz.
Hellmich gewann somit zusammen mit Imre Erdődy, József Berkes, Imre Gellért, Győző Halmos, Samu Fóti, István Herczeg, József Keresztessy, Lajos Aradi, János Krizmanich, Elemér Pászti, Árpád Pédery, Jenő Réti, Ferenc Szűts, Ödön Téry und Géza Tuli die Silbermedaille.
Nach dem Ende seiner aktiven Karriere war Hellmich als Trainer und Vorstandsmitglied bei seinem Heimatverein Óbudai Torna Egylet tätig. Darüber hinaus arbeitete er bis zu seiner Pensionierung 1935 als Beamter bei der Ungarischen Nationalbank. Sein Bruder Miksa Hellmich nahm als Leichtathlet an den Olympischen Zwischenspielen 1906 in Athen teil.